# Mladé (České Budějovice)
Mladé (dříve i Mladá, německy Lodus, Ladas, Ladaus a Mladewitz) je bývalá samostatná obec, dnes součást Českých Budějovic . V roce 2011 mělo 1668 obyvatel podle trvalého bydliště a 1732 obyvatel podle obvyklého pobytu. Stavebně je propojené se ZSJ U Špačků – za hřbitovem, kde počet obyvatel vzrostl z 76 v roce 1991 na 262 v roce 2011 podle obvyklého pobytu.

## Historie
Lokalita bývala osídlená již ve střední době bronzové. Vesnice zde vznikla ve 13. století, dříve než královské město Budějovice. Začalo se jí říkat Mladá, Němci to vyslovovali jako Lada, zkomoleně pak Ladaus, Lodus. První písemná zmínka je z roku 1263. V roce 1636 byla osada osvobozena od odúmrti. Od konce 18. století zde přibývaly chalupy, od konce 19. století pak vznikaly domky pro budějovické dělníky, což mělo za následek i počeštění do té doby převážně německé vesnice. Nová zástavba byla vyměřena do pravoúhlých ulic.
V první světové válce padlo 21 zdejších mužů. Jejich jména jsou uvedena na pomníku padlých, který je umístěn za vstupní bránou zdejšího hřbitova.
Oběťmi druhé světové války se stalo 15 umučených a popravených místních obyvatel, účastníků odboje. Jejich jména jsou uvedena na památníku, který je umístěn v parčíku před vstupní bránou zdejšího hřbitova.
Po druhé světové válce zástavba splynula s Českými Budějovicemi, na rozdíl od jiných okrajových částí města zde nebyly stavěny paneláky.
Od roku 1850 bylo Mladé samostatnou obcí, do roku 1902 s osadou Dobrá Voda. Samostatnost trvala až do roku 1952, kdy bylo připojeno k Českým Budějovicím.
V Mladém se narodila Veronika Lieblová (3. dubna 1909 – 21. listopadu 1997), byla manželka Adolfa Eichmanna.

## Památky
- zámeček Červený dvůr (zbořen 2000)
- kamenný most přes železniční trať (zbořen 2007)
- novogotická kaple Panny Marie
- výklenková kaplička
- hřbitovní kaple sv. Karoliny

Jižně od Mladého je samota U Špačků a chráněné území Tůně u Špačků

### Hřbitov

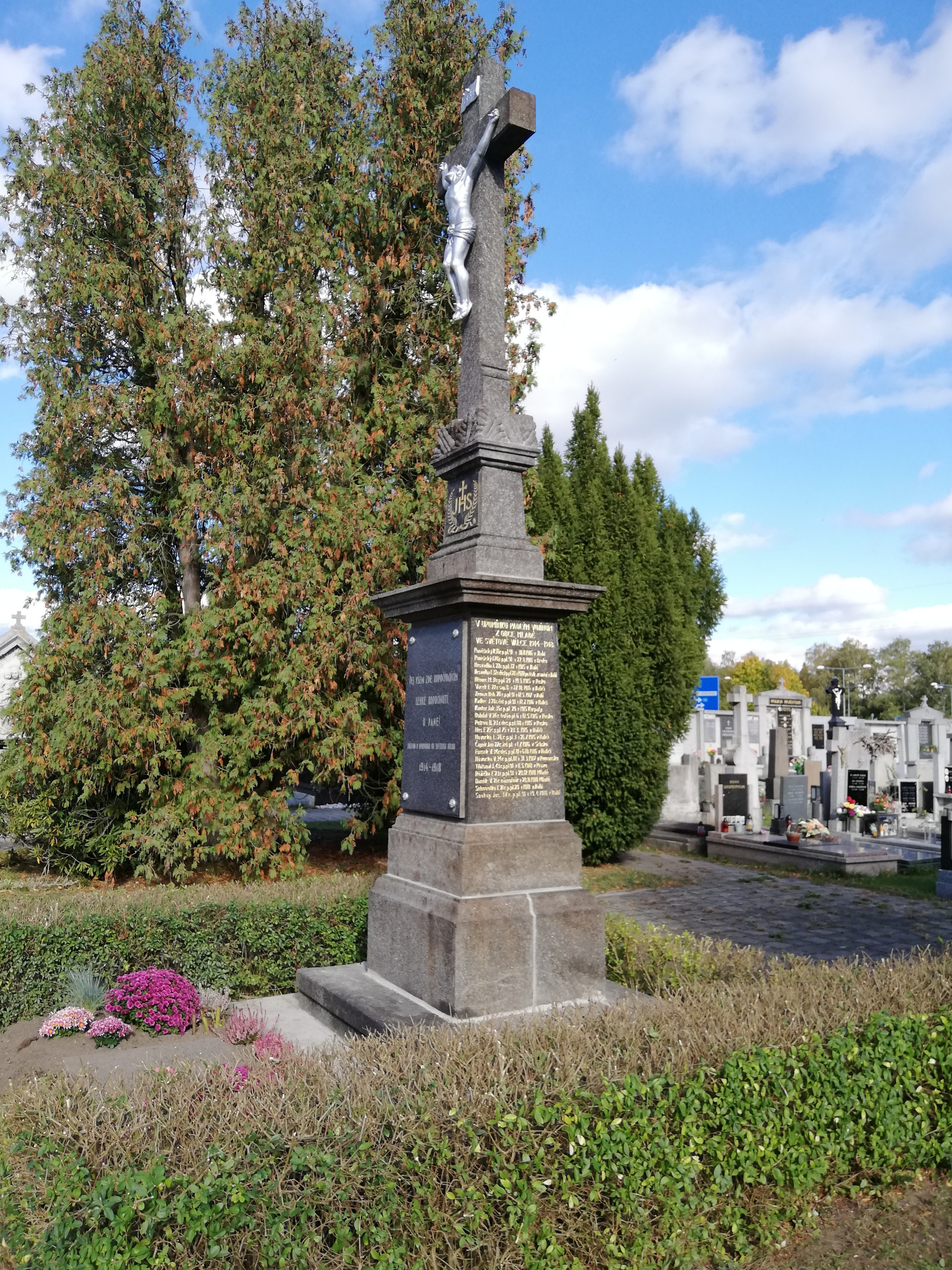
Pomník obětem 1. světové války

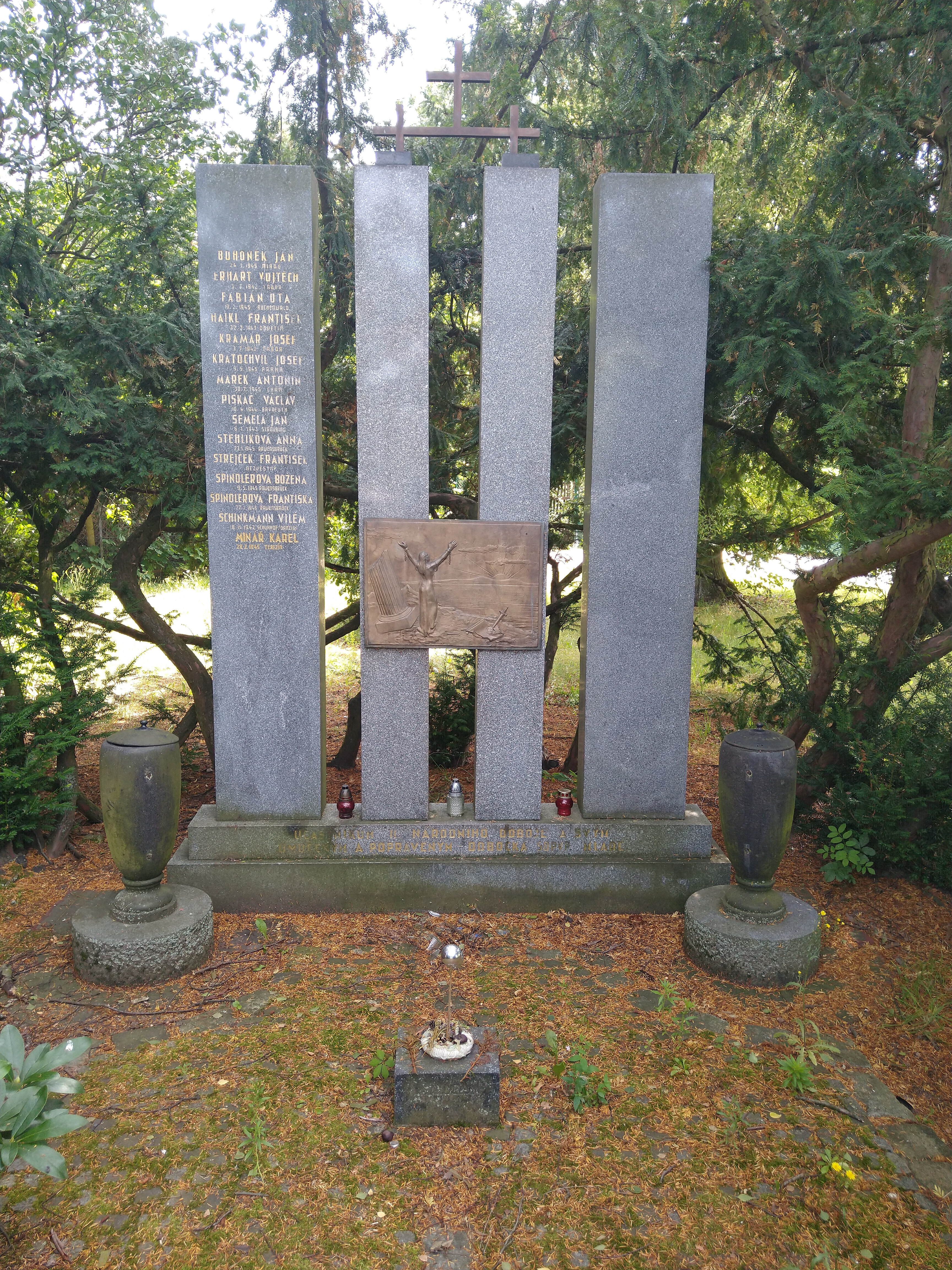
Památník umučených a popravených účastníků odboje

Hřbitov v Mladém je jeden ze dvou doposud funkčních českobudějovických hřbitovů. Je zde pochováno několik významných osobností, např. Václav Klement Petr, Karel Štěch, Otakar Bradáč či Vladimír Julián Veškrna strýc známé herečky a bývalé první dámy Dagmar Havlové. V hrobce rodiny Hardtmuthů jsou uloženy ostatky bývalých majitelů firmy Koh-i-noor Hardtmuth. Sargofág zde má Moriz von Rostoczil, c.k. polní podmaršálek, šumavský básník. Pochována je zde Marie Magdalena Šebestová, zakladatelka kongregace sester Nejsvětější Svátosti.